# Rainino, Razgrad
Rainino (în bulgară Райнино, în română Chiose-Abdi) este un sat în comuna Isperih, regiunea Razgrad, Dobrogea de Sud, Bulgaria.
Între anii 1913-1940 a făcut parte din plasa Turtucaia a județului Durostor, România. După 1940 a fost inclus în regiunea Razgrad.

## Demografie
Componența etnică a satului Rainino
     Turci (38,13%)
     Nicio identificare (5,34%)
     Bulgari (56,51%)
     Romi (0%)
La recensământul din 2011, populația satului Rainino era de 430 locuitori. Din punct de vedere etnic, majoritatea locuitorilor (56,51%) erau bulgari, cu o minoritate de turci (38,13%). Pentru 5,34% din locuitori nu este cunoscută apartenența etnică.